# Ectocyclops rahmi
Ectocyclops rahmi – gatunek widłonoga z rodziny Cyclopidae. Nazwa naukowa gatunku została po raz pierwszy opublikowana w 1957 roku przez szwedzkiego zoologa Knuta Lindberga.